# Distretto di Teleorman
Il distretto di Teleorman (in romeno Județul Teleorman) è uno dei 41 distretti della Romania situato nella regione storica della Muntenia, con la sola eccezione del comune di Islaz che fa invece parte dell'Oltenia.
Il capoluogo è Alexandria, altre città del distretto sono Turnu Măgurele, Roșiorii de Vede, Zimnicea e Videle.

## Centri principali
| Comune                  | Abitanti |
| ----------------------- | -------- |
| Alexandria              | 50 847   |
| Roșiorii de Vede        | 31 255   |
| Turnu Măgurele          | 29 768   |
| Zimnicea                | 15 366   |
| Videle                  | 11 735   |
| Orbeasca                | 8 029    |
| Peretu                  | 7 758    |
| Plosca                  | 6 558    |
| Botoroaga               | 6 067    |
| Dati del 1º luglio 2007 |          |

## Struttura del distretto
Il distretto è composto da 3 municipi, 2 città e 93 comuni.

### Municipi
- Alexandria
- Roșiorii de Vede
- Turnu Măgurele

### Città
- Videle
- Zimnicea

### Comuni
- Balaci
- Băbăița
- Beciu
- Beuca
- Blejești
- Bogdana
- Botoroaga
- Bragadiru
- Brânceni
- Bujoreni
- Bujoru
- Buzescu
- Călinești
- Călmățuiu
- Călmățuiu de Sus
- Cervenia
- Ciolănești
- Ciuperceni
- Conțești

- Cosmești
- Crângeni
- Crângu
- Crevenicu
- Didești
- Dobrotești
- Dracea
- Drăcșenei
- Drăgănești de Vede
- Drăgănești-Vlașca
- Fântânele
- Frăsinet
- Frumoasa
- Furculești
- Gălăteni
- Gratia
- Islaz
- Izvoarele
- Lisa

- Lița
- Lunca
- Mavrodin
- Măgura
- Măldăeni
- Mârzănești
- Mereni
- Moșteni
- Nanov
- Năsturelu
- Necșești
- Nenciulești
- Olteni
- Orbeasca
- Peretu
- Piatra
- Pietroșani
- Plopii-Slăvitești
- Plosca

- Poeni
- Poroschia
- Purani
- Putineiu
- Rădoiești
- Răsmirești
- Saelele
- Salcia
- Săceni
- Sârbeni
- Scrioaștea
- Scurtu Mare
- Seaca
- Segarcea-Vale
- Sfințești
- Siliștea
- Siliștea Gumești
- Slobozia Mândra

- Smârdioasa
- Stejaru
- Suhaia
- Ștorobăneasa
- Talpa
- Tătărăștii de Jos
- Tătărăștii de Sus
- Traian
- Trivalea-Moșteni
- Troianul
- Țigănești
- Uda-Clocociov
- Urluiu
- Vârtoape
- Vedea
- Viișoara
- Vitănești
- Zâmbreasca